# Heinrich Trommler
Heinrich Johann Trommler (getauft 12. Juni 1782 in Bonn; † nach 1833) war ein hessischer Gutsbesitzer, Politiker und Abgeordneter der 2. Kammer der Landstände des Großherzogtums Hessen.
Heinrich Trommler war der Sohn des Handelsmanns Heinrich Trommler und dessen Ehefrau Maria Margaretha, geborene Ohligschläger. Trommler, der katholischen Glaubens war, war Gutsbesitzer und Handelsmann in Mainz und verheiratet.
Von 1826 bis 1834 gehörte er der Zweiten Kammer der Landstände an. Er wurde zunächst für den Wahlbezirk Rheinhessen 5/Nieder-Olm-Bretzenheim und dann im Wahlbezirk der Stadt Mainz gewählt.
In Mainz-Mombach ist die Trommlerstraße nach ihm benannt. Durch den Erwerb des Geländes der Walderdorfschen Anlage war er zu einem bedeutenden Grundbesitzer in dieser damals noch selbstständigen Gemeinde geworden.